# Flavien Termet

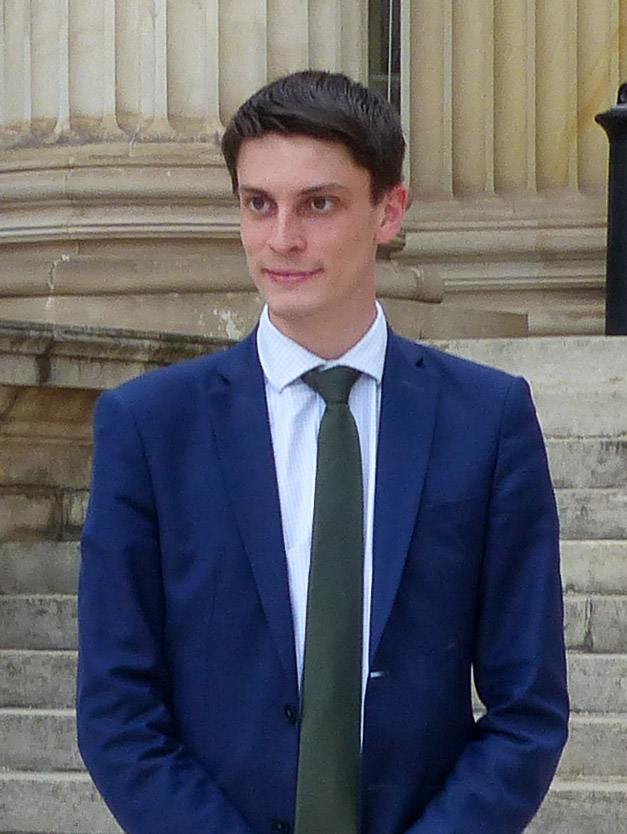
Flavien Termet (2024)

Flavien Termet (* 29. Januar 2002 in Lorient) ist ein französischer Politiker (Rassemblement National). 2024 wurde er in die französische Nationalversammlung für den Wahlkreis Ardennes I gewählt. Von den 577 Mitgliedern der 17. Wahlperiode ist er das jüngste Mitglied. Am 30. September 2024 kündigte er seinen Rücktritt an.

## Leben
Mit 17 Jahren war er zunächst bei der Partei Les Républicains aktiv, ehe er drei Jahre später sich der Rassemblement National anschloss. Nach seiner Aussage verteidige die Rassemblement National eher das geistige Erbe von Charles de Gaulle, obwohl die Partei historisch ein Gegner des Gaullismus war. 2024 wurde er in die französische Nationalversammlung gewählt.
Größere mediale Aufmerksamkeit erhielt er bei der Wahl von Yaël Braun-Pivet zur Präsidentin der Nationalversammlung am 18. Juli 2024. Traditionell hat der jüngste Abgeordnete bei der Wahl des nächsten Parlamentspräsidenten die Aufgabe, neben der Urne zu stehen und den Wählenden anschließend die Hand zu schütteln. In Videos, die sich in den sozialen Medien verbreiteten, waren mehrere Abgeordnete zu sehen, die ihm aufgrund seiner Parteizugehörigkeit den Handschlag verweigerten. Auf einem der Videos war der Abgeordnete François Piquemal zu sehen, der den Eindruck erweckte, mit ihm eine Partie „Schere, Stein, Papier“ zu spielen, wobei er dessen ausgestreckte Hand als Papier deutete und vorgab, ihn mit der Schere „besiegt“ zu haben.
Am 30. September 2024 gab er „schweren Herzens“ und aufgrund von „persönlichen, medizinischen Gründen“ bekannt, sein Mandat niederlegen zu wollen.